# Lobamba
Lobamba és la capital tradicional i legislativa d'Eswatini, seu del Parlament i residència de la iNdlovukazi, la Reina Mare. Està situada a la part occidental de l'estat, a la vall d'eZulwini, a 16 km de Mbabane, al districte de Hhohho. Té una població d'uns 5.800 habitants.
Lobamba és famosa per dues cerimònies: la Umhlanga o dansa de les canyes, que té lloc a l'agost i al setembre en honor de la reina mare, i la iNcwala, que se celebra al desembre i al gener en honor del rei. Aquestes cerimònies es componen de balls, cants i ritus diversos, amb els participants portant els vestits tradicionals.
A la petita vila hi destaquen el Palau Estatal d'Embo, el Palau Reial (o Royal Kraal), el Museu Nacional Swazi, el Parlament i un museu dedicat al rei Sobhuza II, mentre que a la rodalia es troben el refugi de la fauna salvatge de Mlilwane, l'aeroport de Matsapha i el Centre de manualitats d'Ezulwini.